# گمینا چروین
گمینا چروین (به لهستانی:  Gmina Czerwin) یک گمینا در لهستان است که در شهرستان اوستروونکا واقع شده‌است. گمینا چروین ۱۷۱٫۱۳ کیلومتر مربع مساحت و ۵٬۱۸۵ نفر جمعیت دارد.